# Virginia Thompson
Virginia Thompson é uma ex-patinadora artística canadense, que competiu na dança no gelo. Com William McLachlan ela conquistou uma medalha de prata e uma de bronze em campeonatos mundiais, uma medalha de ouro no Campeonato Norte-Americano e foi tricampeã do campeonato nacional canadense.

## Principais resultados

### Com William McLachlan
| Resultados                                            | Resultados       | Resultados      | Resultados        | Resultados    | Resultados    | Resultados    | Resultados    | Resultados    | Resultados    | Resultados    | Resultados    | Resultados    | Resultados    | Resultados    | Resultados    |  |
| Internacional                                         | Internacional    | Internacional   | Internacional     | Internacional | Internacional | Internacional | Internacional | Internacional | Internacional | Internacional | Internacional | Internacional | Internacional | Internacional | Internacional |  |
| Evento/Temporada                                      | 1959– 1960       | 1960– 1961      | 1961– 1962        |               |               |               |               |               |               |               |               |               |               |               |               |  |
| ----------------------------------------------------- | ---------------- | --------------- | ----------------- | ------------- | ------------- | ------------- | ------------- | ------------- | ------------- | ------------- | ------------- | ------------- | ------------- | ------------- | ------------- |  |
| Campeonato Mundial                                    | Medalha de prata |                 | Medalha de bronze |               |               |               |               |               |               |               |               |               |               |               |               |  |
| Campeonato Norte-Americano                            |                  | Medalha de ouro |                   |               |               |               |               |               |               |               |               |               |               |               |               |  |
| Nacional                                              |                  |                 |                   |               |               |               |               |               |               |               |               |               |               |               |               |  |
| Campeonato Canadense                                  | Medalha de ouro  | Medalha de ouro | Medalha de ouro   |               |               |               |               |               |               |               |               |               |               |               |               |  |
| Campeonato Britânico                                  |                  |                 | Medalha de bronze |               |               |               |               |               |               |               |               |               |               |               |               |  |
|                                                       |                  |                 |                   |               |               |               |               |               |               |               |               |               |               |               |               |  |
| Legenda: Competição não foi disputada nesta temporada |                  |                 |                   |               |               |               |               |               |               |               |               |               |               |               |               |  |